# Francisco De La Espriella
Francisco Vicente De La Espriella Navarro (Cartagena de Indias, República de la Nueva Granada, 5 de abril de 1844-Ciudad de Panamá, Panamá, 22 de abril de 1916) fue un abogado, comerciante, y político panameño, quien fue el primer ministro de Relaciones Exteriores de la República de Panamá.

## Biografía
Francisco Vicente de la Espriella Navarro nació de José Francisco de la Espriella Díaz y Candelaria Navarro del Real. Su familia era originaria de la región española de Asturias. Vivió en Cartagena, Nueva Granada, y ejerció la abogacía en la ciudad, pero luego se mudó a Panamá. Se casó con Constancia Macaya Artuz en 1872. La pareja tuvo siete hijos. El primer hijo murió poco después de nacer. Los otros hijos fueron María Candelaria de la Espriella Macaya, Constancia de la Espriella Macaya, Cristina de la Espriella Macaya, Francisco Eduardo de la Espriella Macaya, Catalina de la Espriella Macaya y Josefina de la Espriella Macaya. Cuando Panamá se separó de Colombia, de la Espriella Navarro quedó a cargo de las relaciones exteriores de la Junta Provisional de Gobierno del nuevo estado. Las propiedades de Navarro en Costa Rica ascendían a un valor de 109 659 colones y 74 céntimos al momento de su muerte. Su viuda heredó la propiedad, y se estableció en San José. Su hijo, Francisco Eduardo de la Espriella Macaya, se convirtió en embajador de Panamá en Costa Rica. Francisco Vicente de la Espriella Navarro es el bisabuelo del político costarricense del Partido Unidad Social Cristiana Abel Pacheco de la Espriella (Presidente de Costa Rica 2002-2006).